# Volatilità (geochimica)
In geochimica il concetto di volatilità viene sfruttato per elaborare una classificazione degli elementi chimici che renda conto della loro diversa distribuzione osservata sulla Terra rispetto alla distribuzione nell'universo.
Sono considerati geochimicamente volatili non solo gli elementi che presentano la classica volatilità chimica, ma in generale tutti quegli elementi in grado di formare minerali che in condizioni come quelle relative all'era che seguì la condensazione della Terra sono volatili.
In questo modo è stata elaborata la seguente suddivisione geochimica degli elementi:
- Volatili
  - Formano minerali presenti in fase condensata a temperature inferiori ai 600 K
    - Esempi di elementi volatili: C, N, gli alogeni eccetto il fluoro, Cd, Hg, Pb, Bi
- Moderatamente volatili
  - Formano minerali presenti in fase condensata a temperature comprese tra i 600-1300 K
    - Esempi di elementi moderatamente volatili: Na, K, Mn, Cu, Ag, Zn, Sn, S, F
- Non volatili
  - Formano minerali presenti in fase condensata a temperature superiori ai 1300 K
    - Esempi di elementi non volatili: Li, Ca, Sr, Ba, Mg, Fe, Co, Ni, Au, Al, Si

Studiando la composizione chimica delle meteoriti, che sono prodotti del processo di formazione del sistema solare che però non hanno subito i fenomeni di riscaldamento tipici del nostro pianeta, è stato constatato che la quantità di elementi più volatili risulta diminuita sulla Terra rispetto al Cosmo. Ciò è stato interpretato come l'effetto dovuto alle ere di alta temperatura che accompagnarono la formazione del nostro pianeta. In particolare, gli elementi non volatili, la cui composizione terrestre è comparabile con quella relativa all'universo, sono raccolti tra i minerali che costituiscono i cosiddetti "condensati primitivi".